# Julius zur Lippe-Biesterfeld
Julius Peter Hermann August, Bá tước và Lãnh chúa tôn quý xứ Lippe-Biesterfeld (tiếng Đức: Julius Peter Hermann August Graf und Edler Herr zur Lippe-Biesterfeld; 2 tháng 4 năm 1812 - 17 tháng 5 năm 1884) là bá tước xứ Lippe-Biesterfeld (1840-1884) và là cha của Ernst zur Lippe-Biesterfeld, nhiếp chính của Thân vương quốc Lippe. Ông là một tổ tiên trực tiếp của Nữ hoàng Beatrix của Hà Lan.

## Sinh trưởng
Julius được sinh ra tại Oberkassel, Vương quốc Phổ (nay là Bắc Rhine-Westphalia, Đức), ông là đứa con thứ năm và là con trai thứ hai của Bá tước Wilhelm Ernst zur Lippe-Biesterfeld và Modeste Dorothea von Unruh.

## Hôn nhân
Julius kết hôn vào ngày 30 tháng 04 năm 1839 tại Castell với Nữ Bá tước Adelheid Clotilde Auguste của Castell-Castell (1818-1900), con gái của Friedrich, Bá tước của Castell-Castell, và vợ ông, công chúa Emilie của Hohenlohe-Langenburg.
Họ đã có với nhau mười bốn đứa con:
- Bá tước Ernest của Lippe-Biesterfeld (20 tháng 03 năm 1840 - ngày 28 tháng 03 năm 1840)
- Nữ Bá tước Emilie của Lippe-Biesterfeld (ngày 01 tháng 2 năm 1841 - ngày 11 tháng 2 năm 1892), kết hôn vào năm 1864 với Otto I, Hoàng tử xứ Salm-Horstmar, có hậu duệ.
- Ernst II, Bá tước của Lippe-Biesterfeld (09 tháng 06 năm 1842 - 26 tháng 09 năm 1904), kết hôn vào năm 1869 với Nữ Bá tước Karoline của Wartensleben, có hậu duệ.
- Bá tước Adalbert của Lippe-Biesterfeld (15 tháng 10 năm 1843 - 02 tháng 12 năm 1890)
- Bá tước Mathilde của Lippe-Biesterfeld (07 tháng 12 năm 1844 - 10 tháng 01 năm 1890)
- Hoàng tử Leopold của Lippe-Biesterfeld (12 tháng 05 năm 1846 - 28 tháng 01 năm 1908)
- Bá tước Kasimir của Lippe-Biesterfeld (ngày 05 tháng 10 năm 1847 - 16 tháng 2 năm 1880)
- Bá tước Oscar của Lippe-Biesterfeld (ngày 18 tháng 12 năm 1848 - 17 tháng 01 năm 1849)
- Bá tước Johanna của Lippe-Biesterfeld (ngày 06 tháng 03 năm 1851 - 31 tháng 01 năm 1859)
- Friedrich, Bá tước của Lippe-Biesterfeld (ngày 10 tháng 05 năm 1852 - 15 tháng 08 năm 1892), kết hôn vào năm 1882 với công chúa Marie của Löwenstein-Wertheim-Freudenberg, có hậu duệ.
- Bá tước Elisabeth của Lippe-Biesterfeld (25 tháng 9 năm 1853 - 24 tháng 01 năm 1859)
- Hoàng tử Rudolf của Lippe-Biesterfeld (27 tháng 04 năm 1856 - ngày 21 tháng 06 năm 1931), kết hôn vào năm 1889 với công chúa Louise của Ardeck, có hậu duệ.
- Hoàng tử Friedrich Wilhelm của Lippe-Biesterfeld (16 tháng 07 1858 - 06 tháng 08 năm 1914), kết hôn vào năm 1895 Nữ Bá tước Gisela của Ysenburg và Büdingen ở Meerholz, có hậu duệ.
- Bá tước Friedrich Karl của Lippe-Biesterfeld (19 tháng 06 năm 1861 - 01 tháng 04 1901)